# Ana García de Cuenca
Ana García Marín (Calasparra, siglo XX - Córdoba, 26 de abril de 2005) fue una escritora católica española.

## Trayectoria
Su madre, Dolores Marín Moya, era natural de Calasparra y su padre, José García Penalva, de Cieza. Al poco de nacer, su familia se trasladó a Córdoba donde pasó el resto de su vida. Su hermana Juana la acompañó en su labor social hasta su fallecimiento. Ana García tomó el apellido de su marido José Cuenca Monet, pasando a llamarse desde ese momento Ana García de Cuenca. Su obra consta de 94 libros publicados y prologados por diferentes personalidades seglares y de la Iglesia
El 19 de marzo de 1954, frente al "Rescatado" en la Iglesia de Nuestra Señora de Gracia de Córdoba, afirmó haber tenido su primer éxtasis. Meses más tarde, según su testimonio empezó a experimentar "sueños proféticos" diarios y como profeta comenzó a escribir al dictado de Dios a diario hasta su fallecimiento: Lopezarias, Germán (10 de noviembre de 1969). «"Dios me habla", afirma una mujer cordobesa». Diario Pueblo (Córdoba). p. 8.
Dio a conocer estos escritos a miembros de la jerarquía de la Iglesia Católica y a seglares, con la intención de que llegaran a más personas. 
Desde muy joven, se preocupó por ayudar a personas necesitadas, y fundó el Club de la Peseta

## Reconocimientos
En 1975, el Gobernador Civil Mariano Nicolás García concedió a Ana García de Cuenca la Cruz de Beneficencia «Córdoba nuestra ciudad. Homenaje a doña Ana García. Le fue impuesta por el Gobernador Civil la Cruz de Beneficencia». Diario Córdoba (Córdoba). 24 de mayo de 1975. p. 30. López S. Cansinos (24 de mayo de 1975). «En el Círculo de la Amistad fue tributado un cariñoso homenaje a "Anita la de la peseta"». Diario ABC (Sevilla). p. 38.
En 1986, El profesor Aloys G. Tumbo Oeri, catedrático de la Universidad de Nairobi (Kenia), después de conocer la obra de Ana García de Cuenca, propone a ésta para el Premio Nobel de la Paz.
En 1987, es nombrada Cordobesa del año. Pendiente localizar referencia externa[cita requerida]
En 2001, se creó la Fundación Ana García de Cuenca.
En 2007, el Ayuntamiento de Córdoba pone el nombre de Ana García de Cuenca a una calle de la ciudad.